# Marquesado de las Atalayuelas
El marquesado de las Atalayuelas es un título nobiliario español concedido por el rey Carlos IV el día 7 de marzo de 1797 al militar Diego Antonio de León y González de Canales, que fue caballero de la Orden de Santiago y coronel del regimiento de Bujalance.

## Historia

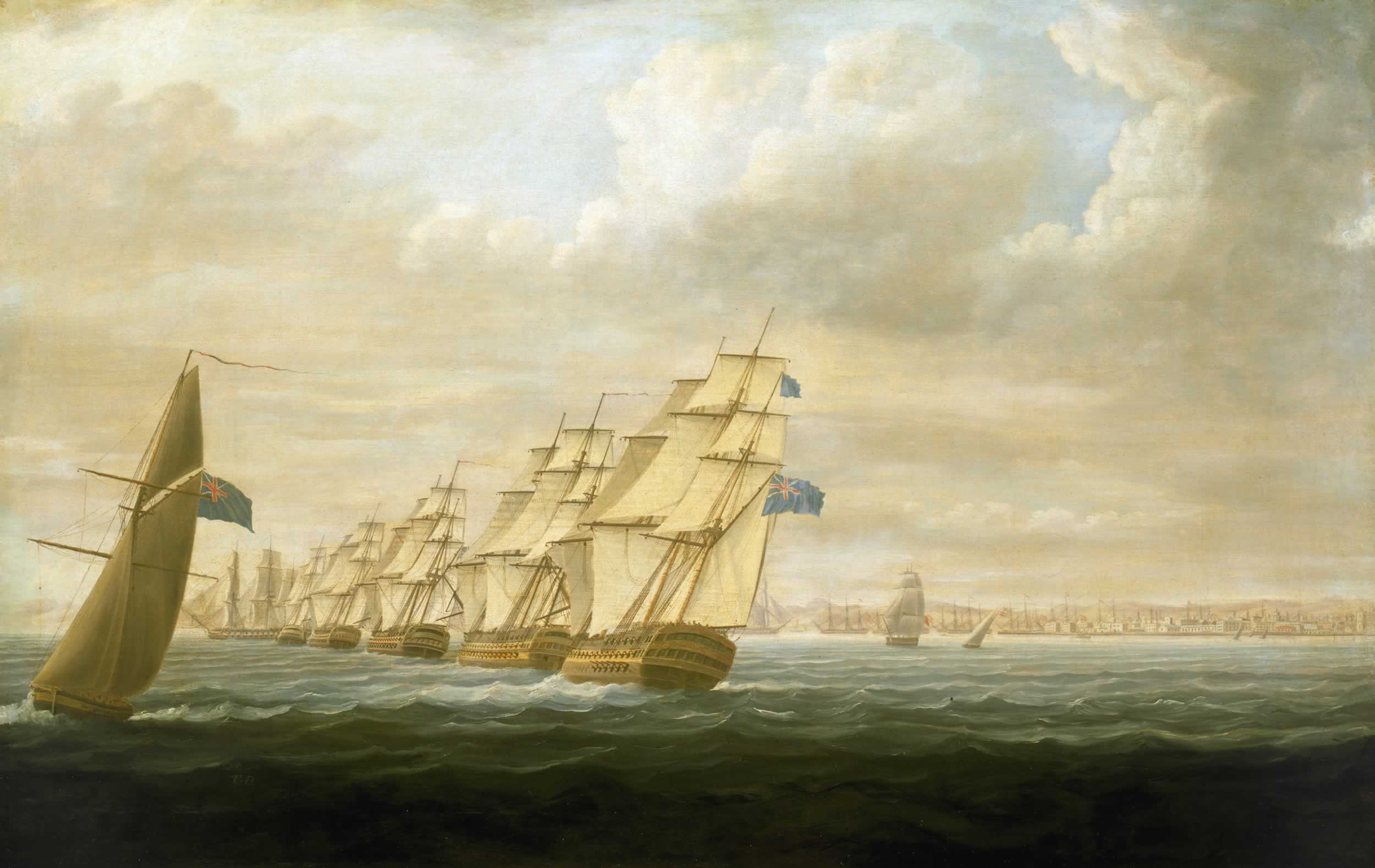
El primer marqués destacó en la defensa de Cádiz contra el bombardeo perpetrado por los ingleses en 1797. (Cuadro: La escuadra de Nelson frente a Cádiz, por Thomas Buttersworth.)

El apellido León, según afirmó Fernando González-Doria Durán de Quiroga, procede de las montañas del reino de León, y los que lo portan descienden del rey Alfonso IX de León y usan como escudo de armas un león rampante de gules en campo de plata, aunque algunos le añaden una «bordura de gules con ocho aspas de oro».
El primer marqués, Diego Antonio de León, fue un militar cordobés, que se significó en la defensa de Cádiz contra los bombardeos ingleses de 1797, y por cuyos méritos en aquella acción le fue concedido este marquesado. Participó también en batalla de Bailén de 1808 contra el invasor napoleónico. Prestó servicios destacados a los Cien Mil Hijos de San Luis, por lo que el rey Luis XVIII de Francia le distinguió con la "Flor de Lis de la casa de Borbón", el 21 de julio de 1824.
Fue padre del también militar Diego de León y Navarrete (1807-1841), militar cristino que se distinguió en la Primera Guerra Carlista a favor de la infanta Isabel II, destacando en la batalla de Belascoaín de 1838, en cuyo honor recibió el Condado de Belascoaín. Participó en el pronunciamiento militar contra Espartero que debía restablecer la regencia de María Cristina; pronunciamiento que fracasó, siendo Diego de León y Navarrete fusilado el 15 de octubre de 1841.
El título actualmente está vacante por defunción, el 3 de abril de 1995, del último titular, Alfonso de Ayguavives y Pich, VI marqués de las Atalayuelas.

## Marqueses de las Atalayuelas
|                                     | Titular                                     | Periodo                             |
| Creado en 1797 por el rey Carlos IV | Creado en 1797 por el rey Carlos IV         | Creado en 1797 por el rey Carlos IV |
| ----------------------------------- | ------------------------------------------- | ----------------------------------- |
| I                                   | Diego Antonio de León y González de Canales | 1797-1838                           |
| II                                  | Sebastián de León y Navarrete               | 1838-1851                           |
| III                                 | Isabel de León y de Ibarrola                | 1851-1900                           |
| IV                                  | Alfonso de Ayguavives y de León             | 1900-1928                           |
| V                                   | Alfonso de Ayguavives y de Moy              | 1928-1962                           |
| VI                                  | Alfonso de Ayguavives y Pich                | 1962-1995                           |

## Historia de los marqueses de las Atalayuelas

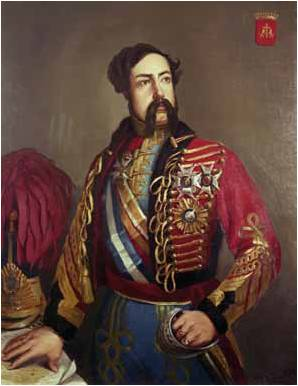
El primer marqués fue el padre del célebre militar Diego de León y Navarrete, primer conde de Belascoaín, que fue fusilado en Madrid en octubre de 1841 por orden de Baldomero Espartero tras haber participado en la insurrección de ese mismo año contra el gobierno.

- Diego Antonio de León y González de Canales, Díaz-Carrasco y Lara[1][4] (Córdoba, 26 de junio de 1755 - 29 de julio de 1838), I marqués de las Atalayuelas, Caballero de la Orden de Calatrava y de la Orden de Carlos III, Coronel del Regimiento de Bujalance.

Casó con María Teresa de Navarrete y Valdivia. Le sucedió su hijo:
- Sebastián de León y Navarrete (n.1786), II marqués de las Atalayuelas.[1]

Casó con María de los Dolores de Navarrete y Navarrete, III marchesa di Guardia Real (Dos Sicilias). En 13 de marzo de 1851 le sucedió su nieta:
- Isabel de León e Ibarrola (1828-1900), III marquesa de las Atalayuelas, I marquesa de Guardia Real.

Casó, el 29 de octubre de 1845, con Juan Bautista de Ayguavives y de Vassallo Militar, Mayordomo de semana de S.M., Maestrante de la Real de Granada y diputado a Cortes (1866) por Tarragona.  Le sucedió, el 6 de noviembre de 1900, su hijo:
- Alfonso de Ayguavives y de León (†1928), IV marqués de las Atalayuelas,  VI marqués de Zambrano.

Casó con Ramona de Moy y Sauri. Le sucedió, el 8 de julio de 1929, su hijo:
- Alfonso de Ayguavives y de Moy (m. 1962), V marqués de las Atalayuelas, VII marqués de Zambrano.

Casó con Consuelo Solá y Coll. En el marquesado de Zambrano le sucedió, el 16 de mayo de 1934, por cesión inter vivos, su segundo hijo, Juan Carlos de Ayguavives y de Solá, VIII marqués de Zambrano. En el marquesado de las Atalayuelas le sucedió, mortis causa, el 25 de octubre de 1963, su nieto, hijo de su primogénito Alfonso de Ayguavives y de Solá:
- Alfonso de Ayguavives y Pich (m. Alcanar (Tarragona, 3 de abril de 1995), VI marqués de las Atalayuelas.[1][11][2]

Casó con Rosa María Palomer y Mateos. Con descendencia.
En 27 de junio de 2022 la rehabilitación del título fue solicitada por Mireia Barril Gil.